# Mbawi
Mbawi is een bestuurslaag in het regentschap Dompu van de provincie West-Nusa Tenggara, Indonesië. Mbawi telt 2789 inwoners (volkstelling 2010).